# مايك يورك
مايك يورك (بالإنجليزية: Mike York)‏ هو لاعب هوكي الجليد أمريكي، ولد في 3 يناير 1978 في بلدة ووترفورد في الولايات المتحدة.

## وصلات خارجية
- مايك يورك على موقع دوري الهوكي الوطني (الإنجليزية)
- مايك يورك على موقع EliteProspects.com (الإنجليزية)
- مايك يورك على موقع Eurohockey.com (الإنجليزية)
- مايك يورك على موقع HockeyDB.com (الإنجليزية)
- مايك يورك على موقع Hockey-Reference.com (الإنجليزية)
- مايك يورك على موقع أوليمبيديا (الإنجليزية)